# Грин, Эдди (футболист)
Ро́берт Э́двард Грин (англ. Robert Edward Green; январь 1912 — 1949), также известный как Э́дди Грин (англ. Eddie Green) — английский футболист, нападающий.

## Биография
Уроженец Тьюксбери, Глостершир, Грин начал футбольную карьеру в местной любительской команде «Тьюксбери Таун». В 1929 году стал профессиональным футболистом, подписав контракт с клубом Третьего южного дивизиона «Борнмут энд Боском Атлетик». Провёл в команде два сезона, сыграв 6 матчей в рамках лиги. В 1931 году стал игроком клуба Первого дивизиона «Дерби Каунти». В сезоне 1931/32 провёл за команду один матч в лиге. В следующем сезоне в основном составе «баранов» не появлялся.
В июне 1933 года перешёл в клуб Второго дивизиона «Манчестер Юнайтед». 26 августа 1933 года дебютировал за «Юнайтед» в матче Второго дивизиона против «Плимут Аргайл». 2 сентября 1933 года забил свой первый гол за «Юнайтед» в матче Второго дивизиона против «Линкольн Сити». Всего в сезоне 1933/34 провёл за команду 9 матчей и забил 4 мяча.
В июле 1934 года перешёл в клуб Третьего северного дивизиона «Стокпорт Каунти». Провёл в нём последующие два сезона, сыграв 55 матчей и забив 22 мяча. В дальнейшем выступал за клуб Южной лиги «Челтнем Таун».

## Статистика выступлений
| Клуб                       | Сезон            | Лига | Лига | Кубок | Кубок | Итого | Итого |
| Клуб                       | Сезон            | Игры | Голы | Игры  | Голы  | Игры  | Голы  |
| -------------------------- | ---------------- | ---- | ---- | ----- | ----- | ----- | ----- |
| Борнмут энд Боском Атлетик | 1929/30          | 3    | 0    | 0     | 0     | 3     | 0     |
| Борнмут энд Боском Атлетик | 1930/31          | 3    | 0    | 0     | 0     | 3     | 0     |
| Борнмут энд Боском Атлетик | Итого            | 6    | 0    | 0     | 0     | 6     | 0     |
| Дерби Каунти               | 1931/32          | 1    | 0    | 0     | 0     | 1     | 0     |
| Дерби Каунти               | 1932/33          | 0    | 0    | 0     | 0     | 0     | 0     |
| Дерби Каунти               | Итого            | 1    | 0    | 0     | 0     | 1     | 0     |
| Манчестер Юнайтед          | 1933/34          | 9    | 4    | 0     | 0     | 9     | 4     |
| Манчестер Юнайтед          | Итого            | 9    | 4    | 0     | 0     | 9     | 4     |
| Стокпорт Каунти            | 1934/35          | 28   | 11   | 6     | 3     | 34    | 14    |
| Стокпорт Каунти            | 1935/36          | 20   | 8    | 1     | 0     | 21    | 8     |
| Стокпорт Каунти            | Итого            | 48   | 19   | 7     | 3     | 55    | 22    |
| Всего за карьеру           | Всего за карьеру | 64   | 23   | 7     | 3     | 71    | 26    |